# Island (visual novel)
Island (viết cách điệu là ISLAND) là visual novel thể loại lãng mạn và trinh thám phát triển bởi Frontwing. Nó được phát hành vào ngày 28 tháng 4 năm 2016 cho Windows. Sau đó đã được port lên PlayStation Vita, PlayStation 4 và Nintendo Switch bởi Prototype. Phiên bản tiếng Anh của visual novel này đã được phát hành trên Steam vào tháng 8 năm 2018. Một bản anime truyền hình đã được Feel chuyển thể và công chiếu khoảng giữa tháng 7 và tháng 9 năm 2018. Không như hầu hết các tác phẩm khác tới từ Frontwing, Island không được phân vào mục eroge.

## Lối chơi

Một khung thoại bình thường trong Island miêu tả nhân vật chính Setsuna đang nói chuyện với Sara, Rinne và Karen (lần lượt từ trái qua).

Island là một visual novel thể loại tình cảm mà trong đó người chơi sẽ hoá thân thành nhân vật Sanzenkai Setsuna. Cũng như các visual novel khác, tương tác của toàn bộ game chỉ gói gọn trong việc đọc lời kể và lời thoại, đi kèm với sprite của nhân vật đang trò chuyện với Setsuna hoặc các ảnh nền miêu tả quang cảnh xung quanh. Xuyên suốt trò chơi, các CG đôi khi sẽ chỉ tập trung miêu tả các cảnh chính trong câu chuyện thay vì sprite nhân vật và ảnh nền. Cốt truyện trò chơi được phân nhánh và có nhiều kết cục khác nhau, tuỳ thuộc vào lựa chọn của người chơi mà nó có thể tiến triển theo một hướng cụ thể hoặc kết thúc sớm.
Trò chơi lấy bối cảnh tại một hòn đảo hư cấu mang tên Urashima, được lấy cảm hứng từ câu chuyện Urashima Tarō của Nhật Bản. Hòn đảo ấy chịu sự kiểm soát của 3 gia tộc và ở đó có một căn bệnh hư cấu mang tên Bệnh Bồ Hóng hoành hành. Vào thời điểm thiết lập của trò chơi thì Tam đại gia tộc đang trên đà suy thoái. Một ngày nọ, nhân vật chính đã dạt vào đây, anh tự nhận mình là nhà du hành thời gian tới từ tương lai. Anh đã sát cánh cùng ba cô gái tới từ Tam đại gia tộc nhằm đánh đổ truyền thống của hòn đảo và thay đổi nó. Ngoài ra trò chơi này còn sử dụng hệ thống sơ đồ để miêu tả hướng đi của cốt truyện.
Sẽ có ba cốt truyện chính mà người chơi có cơ hội trải nghiệm, từng cái sẽ ứng với một nữ chính khác nhau (và một phần cốt truyện bổ sung cho kết thúc Re:). Trò chơi có tổng công 5 phần: Karen, Sara, Rinne (ứng với tên của mỗi nữ chính) cùng với phần Hạ Chí và Lập Đông. Trong quá trình chơi, người chơi sẽ được đưa ra nhiều lựa chọn khác nhau, một số trong đó có thể khiến cốt truyện kết thúc sớm, tạo nên một cái kết thay cho phần tiếp diễn của cốt truyện chính. Để có thể trải nghiệm toàn bộ nội dung, người chơi sẽ phải chơi lại nhiều lần và đưa ra các lựa chọn khác nhau để cốt truyện tiến triển theo hướng khác.

## Nhân vật

### Nhân vật chính
Sanzenkai Setsuna (三千界 切那)
Lồng tiếng bởi: Suzuki Tatsuhisa (anime)
Người đàn ông đã mất đi ký ức trôi dạt vào bờ biển của đảo Urashima, và rồi sau đó trở thành người làm của nhà Ohara.
Ohara Rinne (御原 凛音)
Lồng tiếng bởi: Tamura Yukari
Nữ chính của trò chơi, cô là thành viên của nhà Ohara có sức ảnh hưởng lớn tới đảo Urashima. Bởi vì biến cố vài năm trước nên cô chỉ thường ở quanh dinh thự của mình và hiếm khi ra ngoài cho tới khi gặp được Setsuna.
Kurutsu Karen (枢都 夏蓮)
Lồng tiếng bởi: Asumi Kana
Con gái thị trưởng đảo Urashima. Cô bị mẹ mình bỏ rơi từ khi còn nhỏ để lên đất liền, thế nên cô bị ám ảnh một cách sâu sắc với nó.
Garandō Sara (伽藍堂 紗羅)
Lồng tiếng bởi: Murakawa Rie (game), Hibiku Yamamura (anime)
Vu nữ của đảo Urashima. Mất cha mẹ trong một vụ hoả hoạn không rõ nguyên nhân, cô là người rất nhạy cảm về vấn đề du hành thời gian.

### Nhân vật khác
Ohara Kuon (御原 玖音)
Lồng tiếng bởi: Satō Rina
Mẹ của Rinne, bà là người được chẩn đoán mắc bệnh Bồ Hóng nên hiếm khi ra ngoài mà nhốt mình trong phòng riêng.
Harisu Tarō (播守 太郎)
Lồng tiếng bởi: Mogi Takamasa
Viên cảnh sát của đảo Urashima.
Kurutsu Moritsugu (枢都 守継)
Lồng tiếng bởi: Ogata Mitsuru
Cha của Karen, đồng thời là thị trưởng của Urashima, ông là một người rất hà khắc với con của mình.
Kurutsu Subaru (枢都 守春)
Lồng tiếng bởi: Kawanishi Kengo
Anh trai của Karen, trái với người cha của mình, anh rất mực quan tâm đến cô em gái.
Morisu Kenji (森須 賢治)
Lồng tiếng bởi: Fukumatsu Shinya
Bác sĩ trên đảo Urashima.
Yamabuki Momoka (山吹 桃香)
Lồng tiếng bởi: Kakuma Ai
Nghiên cứu sinh khoa học bí ẩn tới từ đất liền, cô rất say mê với các hiện tượng khoa học.
Tandori Mei (反取 芽衣)
Lồng tiếng bởi: Nakajima Yui (anime)
Hatoma An (鳩間 杏)
Lồng tiếng bởi: Takayanagi Tomoyo (anime)
Sunada Emiri (砂田 笑里)
Lồng tiếng bởi: Tanaka Takako (anime)

## Phát triển
Được phát triển bởi studio Frontwing, Island được sản xuất bởi Yamakawa Ryuichiro, với G.O. là người viết kịch bản. Chỉ đạo nghệ thuật và thiết kế nhân vật do Kūchū Yōsai. Cảnh nền được cung cấp bởi Magnum và Cre-p. Về phần âm nhạc do Anze Hijiri sáng tác. Nó sau đó được phát hành cho mọi lứa tuổi và đội ngũ phát triển trò chơi đã gọi nó là "câu chuyện cổ tích vĩnh cửu bất biến" (せつなとえいえんのおとぎばなし Setsuna to eien no otogibanashi). Frontwing đã phát hành trò chơi cho nền tảng Windows vào ngày 28 tháng 4 năm 2016. Prototype sau đó cũng đã tung ra bản dành cho PlayStation Vita vào ngày 23 tháng 2 năm 2017, và bản port cho PlayStation 4 vào ngày 28 tháng 6 năm 2018. Phiên bản tiếng Anh của trò chơi đã được phát hành trên nền tảng Steam vào ngày 24 tháng 8 năm 2018, với tuyên bố của Frontwing rằng họ đang cân nhắc phát hành nó trên các nền tảng khác. Một bản port dành cho Nintendo Switch cũng đã được phát hành vào ngày 8 tháng 4 năm 2021 tại Nhật Bản và có ngôn ngữ tiếng Anh cho những người mua bản vật lý từ nước ngoài.
Island có ba bản nhạc chủ đề: một bài hát mở đầu và hai bài hát kết thúc. Bài hát mở đầu mang tên "Traveler's Tale", được thể hiện bởi Riya của Eufonius, bài hát kết thúc thứ nhất là "Present" (プレゼント Purezento), thể hiện bởi Chata, và bài hát kết thúc thứ hai "Kimi ga Ita" (きみがいた) thể hiện bởi Eufonius.

## Chuyển thể

### Manga
NyaroMelon và Frontwing đã xuất bản hai chương truyện manga bốn khung hợp tác với manga NyaroMelon's Berlin wa Kane, với tiêu đề Island x Berlin wa Kane (『ISLAND』×『ベルリンは鐘』 ISLAND × Berurin wa Kane), trên trang Champion Tappu! của Akita Shoten từ ngày 7 tới ngày 21 tháng 4 2016. Hai chương manga chuyển thể bởi Yao Naoya cũng đã được đăng trên tạp chí Simsum Media's Cosplay Channel từ ngày 21 tháng 4 đến ngày 11 tháng 6 năm 2016.

### Anime
Một bản chuyển thể anime truyền hình 12 tập, do Kawaguchi Keiichiro chỉ đạo sản xuất tại Feel, đã được công chiếu từ ngày 1 tháng 7 tới ngày 16 tháng 9 năm 2018 trên kênh Tokyo MX và các kênh khác. Crunchyroll streamed the series, và sau đó nó đã được Funimation phát trực tiếp với bản lồng tiếng Anh. Phim được đạo diễn bởi Arakawa Naruhisa, phần âm nhạc do Tateyama Akiyuki, và thiết kế nhân vật bởi Kawamura Kousuke. Bài hát mở đầu thứ nhất mang tên "Eien no Hitotsu" (永遠のひとつ) được thể hiện bởi Tamura Yukari, và bài hát kết thúc đầu tiên "Eternal Star" thể hiện bởi Asaka. Bài hát mở đầu thứ hai là "Closing Tears" thể hiện bởi Tamura, và bài hát kết thúc thứ hai "Marine Snow" thể hiện bởi Asaka. Ngoài ra còn có bốn bài hát chủ đề của nhân vật: "Lasting Memories" bởi Ohara Rinne (Tamura), "Purest Summer" bởi Kurutsu Karen (Asumi Kana), "Tennen Kinen Girl Janai yo" (天然記念ガールじゃないよ) bởi Garandō Sara (Yamamura Hibiku) và "Quiet sea" bởi Ohara Rinne (Tamura) cùng Sanzenkai Setsuna (Suzuki Tatsuhisa).
Mặc dù Murakawa Rie ban đầu đã được thông báo sẽ quay lại lồng tiếng cho nhân vật Sara, nhưng sau đó do tranh chấp về kịch bản giữa công ty quản lý Haikyo của Murakawa và đội ngũ nhân viên cùng uỷ bản sản xuất nên vai này đã phải thay diễn viên lồng tiếng mới. Những thay đổi do Haikyo yêu cầu đòi hỏi phải sửa đổi các phân đoạn đã hoàn thành cùng kịch bản, và theo quan điểm của hãng sản xuất, điều đó sẽ ảnh hưởng tới bản chất một số nhân vật cũng như chất lượng anime nói chung. Vì vậy nên Haikyo đã gửi một danh sách những diễn viên có thể thay thế Murakawa, và cuối cùng, Yamamura Hibiku đã được chọn.
| STT. | Tiêu đề | Ngày công chiếu     |
| ---- | --- | ------------------- |
| 1    | "Chúng ta lại gặp nhau nữa rồi" Chuyển ngữ: "Mata Aeta ne Anata to" (tiếng Nhật: またあえたねあなたと)                       | 1 tháng 7 năm 2018  |
| 2    | "Em không muốn anh phải đau khổ" Chuyển ngữ: "Kuyamanaide Hoshii Kara" (tiếng Nhật: くやまないでほしいから)                  | 8 tháng 7 năm 2018  |
| 3    | "Cách để dệt nên những giấc mộng" Chuyển ngữ: "Tadashii Yume no Tsumugikata" (tiếng Nhật: ただしいゆめのつむぎかた)          | 15 tháng 7 năm 2018 |
| 4    | "Thế giới này tràn ngập những bí mật" Chuyển ngữ: "Kono Sekai wa Himitsu Darake" (tiếng Nhật: このせかいはひみつだらけ)      | 22 tháng 7 năm 2018 |
| 5    | "Thế nên em sẽ đặt niềm tin ở anh" Chuyển ngữ: "Dakara Anata o Shinjiteru" (tiếng Nhật: だからあなたをしんじてる)            | 29 tháng 7 năm 2018 |
| 6    | "Miễn là anh còn ở đây" Chuyển ngữ: "Soko ni Anata ga Ireba Ii" (tiếng Nhật: そこにあなたがいればいい)                       | 5 tháng 8 năm 2018  |
| 7    | "Em muốn được yêu anh mãi mãi" Chuyển ngữ: "Zutto Suki de Itai no ni" (tiếng Nhật: ずっとすきでいたいのに)                   | 12 tháng 8 năm 2018 |
| 8    | "Hãy yêu em lần nữa khi chúng ta gặp lại nhau nhé" Chuyển ngữ: "Mata Aetara Aishite ne" (tiếng Nhật: またあえたらあいしてね) | 19 tháng 8 năm 2018 |
| 9    | "Em lại gặp lại anh nữa rồi" Chuyển ngữ: "Mata Aeta na Omae to" (tiếng Nhật: マタアエタナオマエト)                           | 26 tháng 8 năm 2018 |
| 10   | "Em không muốn phải cảm thấy đau buồn nữa" Chuyển ngữ: "Monku Yamitakunai Kara" (tiếng Nhật: モンクヤミタクナイカラ)         | 2 tháng 9 năm 2018  |
| 11   | "Chúng ta lại gặp nhau nhưng anh thì đã..." Chuyển ngữ: "Mata Aeta Kedo Anata wa" (tiếng Nhật: またあえたけどアナタは)       | 9 tháng 9 năm 2018  |
| 12   | "Cầm tay nhau hướng tới ngày mai" Chuyển ngữ: "Te o Tsunaide Ashita" (tiếng Nhật: てをつないでアシタヘ)                      | 16 tháng 9 năm 2018 |